# 다이고 천황
다이고 천황(일본어: 醍醐天皇, 885년 2월 6일 ~ 930년 10월 23일)은 제60대 일본 천황이다. 재위 기간은 897년 8월 14일 ~ 930년 10월 16일. 처음 휘는 고레자네(維城)였고, 나중에 아쓰히토(敦仁, 아쓰기미라고도 읽음)로 바꾸었다.
미나모토노 사다미, 즉 우다 천황의 장남으로, 어머니는 후지와라노 다카후지의 딸인 후지와라노 다네코이다. 그는 아버지의 뒤를 이어 왕좌에 올랐는데 우다 천황이 897년 왕좌를 양위하였다.
다이고는 황후, 비, 후궁으로 총 21명을 얻었다. 그리고 36명의 자녀를 두었다.

## 약력
다이고 천황은 원래 미나모토 가문의 사람으로 태어났지만, 아버지 사다미가 우다 천황이 되면서 황족의 반열에 오르게 되었다. 간표 원년(889년)에 친왕이 되었고, 간표 5년 4월 2일에 태자로 책봉되었다. 그리고 간표 9년(897년) 7월 3일, 원복식을 거행하고 같은 날에 천조(踐祚) 의식을 행한 다음, 7월 13일에 천황으로 즉위하였다. 그는 아버지의 훈시에 따라 후지와라노 도키히라, 스가와라노 미치자네를 좌, 우대신으로 삼아 정무를 맡겼다. 그 통치는 엔기의 치(延喜の治)라 불리며 후대에 이르러서도 칭송받았다.
900년 1월 다이고는 아버지 우다의 거처로 방문하였다. 그해 10월 우다 천황(미나모토 사다미)은 오사카 남쪽 와카야마 부의 고야산(高野山)으로 여행하였다. 그는 산의 경사지에 있는 사원을 방문하였다. 그 다음해 1월 1일 일식이 있었다.
엔기 1년(901년) 1월, 도키히라의 참소를 듣고 스가와라노 미치자네를 다자이후로 좌천시키는 쇼타이의 변이 일어났다. 엔기 5년 4월, 기노 쓰라유키가 와카 시집인 『고킨와카슈(古今和歌集)』를 천황에 헌상하였다. 엔기 9년(909년) 4월, 좌대신 후지와라노 도키히라가 39세로 사망했다. 도키히라는 집정으로 추존되었다. 엔초 7년(929년) 8월, 홍수가 발생해 많은 이들이 피해를 입었다.
참고로 이 다이고 천황의 후손으로는 그의 증손자 미나모토 무네키미(源致公)가 세이와 천황의 증손 미나모토 미츠스에(源滿季)의 양자로 들어가서 '세이와겐씨(淸和源氏) 미츠스에(滿季)' 계파가 되었지만, 양자로 들어간 것이기에 무네키미의 후손은 사실상 다이고 천황의 후손으로 봐도 된다. 현재 일본에 존재하는 씨족으로는 모리(森), 하야시(林), 야나기(柳), 카마가리(河曲), 타카야(高屋) 씨 등이 있다.

## 연호
- 칸뵤(칸페이)(寛平) (889년~898년)
- 쇼우타이(昌泰) (898년~901년)
- 엔기(延喜) (901년~923년)
- 엔쵸(延長) (923년~930년)

## 가계도
- 황후 : 코죠노키사키(五條后) 후지와라노 야스코(藤原穏子) (885~954) - 에치젠국 쇼센공(越前國 昭宣公) 후지와라노 모토츠네(藤原基經)의 딸
  - 제2황자 : 분켄겐태자(文獻彦太子) 야스아키라 친왕(保明 親王) (903~923)
  - 제16황녀 : 야스코 내친왕(康子 內親王) (919~957)
  - 제14황자 : 유타아키라 친왕(寛明親王) - (스자쿠 천황)
  - 제16황자 : 나리아키라 친왕(成明親王) - (무라카미 천황)
- 비(妃) : 타메코내친왕(為子 内親王) (?~899) - 조부 고코 천황의 딸
  - 제1황녀 : 유키코내친왕(勧子 内親王) (899~?)
- 뇨고(女御) 미나모토노 카즈코(源和子 ?~938) - 조부 고코 천황의 딸이자 타메코의 이복동생
  - 제4황녀 : 요시코 내친왕(慶子 内親王) (903~923)
  - 제5황자 : 츠네아키라 친왕(常明親王) (906~944)
  - 제6황자 : 노리아키라 친왕(式明親王) (907~967)
  - 제7황자 : 아리아키라 친왕(有明親王) (910~961)
  - 제15황녀 : 아키코 내친왕(韶子 内親王) (918~980)
  - 제17황녀 : 타다코 내친왕(齊子 内親王) (921~936)
- 뇨고(女御) : 후지와라노 요시코(藤原 能子) (?~964) - 후지와라노 사다카타(藤原 定方)의 딸
- 뇨고(女御) : 후지와라노 와카코(藤原 和香子) (?~935) - 센다이쇼(泉大將) 후지와라노 사다쿠니(藤原 定國)의 딸
- 코이(更衣) 미나모토노 카네코(源 封子) (?~938) - 미나모토노 모토미(源 舊鑑)의 딸
  - 제2황녀 : 노부코 내친왕(宣子 内親王) (902~920)
  - 제1황자 : 카츠아키라 친왕(克明 親王) (903~927)
  - 제12황녀 : 야스코 내친왕(靖子 内親王) (915~950)
- 코이(更衣) : 후지와라노 요시코(藤原 鮮子) (?~915) - 후지와라노 츠라나가(藤原 連永)의 딸
  - 제3황녀 : 타카코 내친왕(恭子 内親王) (902~915)
  - 제3황자 : 요아키라 친왕(代明 親王) (904~937)
  - 제6황녀 : 요시코 내친왕(婉子 内親王) (904~969)
- 코이(更衣) : 미츠코 여왕(滿子 女王) (?~920) - 아이스케왕(相輔王)의 왕녀
  - 제8황녀 : 나카코 내친왕(修子 内親王) (?~933)
  - 제11황녀 : 히로코 내친왕(普子 内親王) (910~947)
- 코이(更衣) : 오우미코이(近江更衣) 미나모토노 치카코(源周子) (?~935) - 미나모토노 토나우(源唱)의 딸
  - 제5황녀 : 이소코 내친왕(勤子 内親王) (904~947)
  - 제7황녀 : 미야코 내친왕(都子 内親王) (905~981)
  - 제9황녀 : 사토코 내친왕(敏子 内親王) (906~969)
  - 제10황녀 : 마사코 내친왕(雅子 内親王) (910~954)
  - 제8황자 : 토키아키라 친왕(時明 親王) (912~927)
  - 제10황자 : 타카아키라 친왕(高明 親王) (914~983)
  - 제13황녀 : 카네코 내친왕(兼子 內親王) (915~949)
  - 제18황자 : 모리아키라 친왕(盛明 親王) (928~986)
- 코이(更衣) : 후지와라노 요시히메(藤原 淑姬) (?~949) - 후지와라노 스가네(藤原 菅根)의 딸
  - 제9황자 : 나가아키라 친왕(長明 親王) (913~953)
  - 제11황자 : 전츄쇼왕(前中書王) 카네아키라 친왕(兼明 親王) (914~987)
  - 제12황자 : 요리아키라 친왕(自明 親王) (918~958)
  - 제18황녀 : 히데코 내친왕(英子 内親王) (921~946)
- 코이(更衣) : 카에데미야스도코로(楓御息所)후지와라노 쿠와코(藤原 桑子) (?~921) - 후지와라노 카네스케(藤原 兼輔)의 딸
  - 제15황자 : 아키아키라 친왕(章明 親王) (924~990)
- 코이(更衣) : 미나모토씨(源氏) - 미나모토노 노보루(源昇)의 딸
  - 제4황자 : 리부왕(吏部王) 시게아키라 친왕(重明 親王) (906~954)
- 코이(更衣) : 후지와라씨(藤原氏) - 후지와라노 코레히라(藤原 伊衡)의 딸
  - 제17황자 : 타메아키라 친왕(爲明 親王) (?~961)
- 코이(更衣) : 미나모토씨(源氏) - 미나모토노 토시스케(源 敏相)의 딸
  - 제13황자 : 스케아키라 친왕(允明 親王) (919~942)
- 코이(更衣) : 미나모토노 키요코(源 淸子)
- 코이(更衣) : 후지와라노 아나코(藤原 同子)
- 코이(更衣) : 미나모토노 아타타코(源 暖子)
- 생모미상
  - 제14황녀 : 미나모토노 타케코(源 厳子) (916~?)

## 같이 보기
- 일본 천황
- 겐지 (씨족)